# Pesce Volante (costellazione)
Il Pesce Volante (in latino Volans, abbreviato in Vol) è una delle 88 costellazioni moderne; si tratta di una costellazione minore dell'emisfero meridionale.

## Caratteristiche

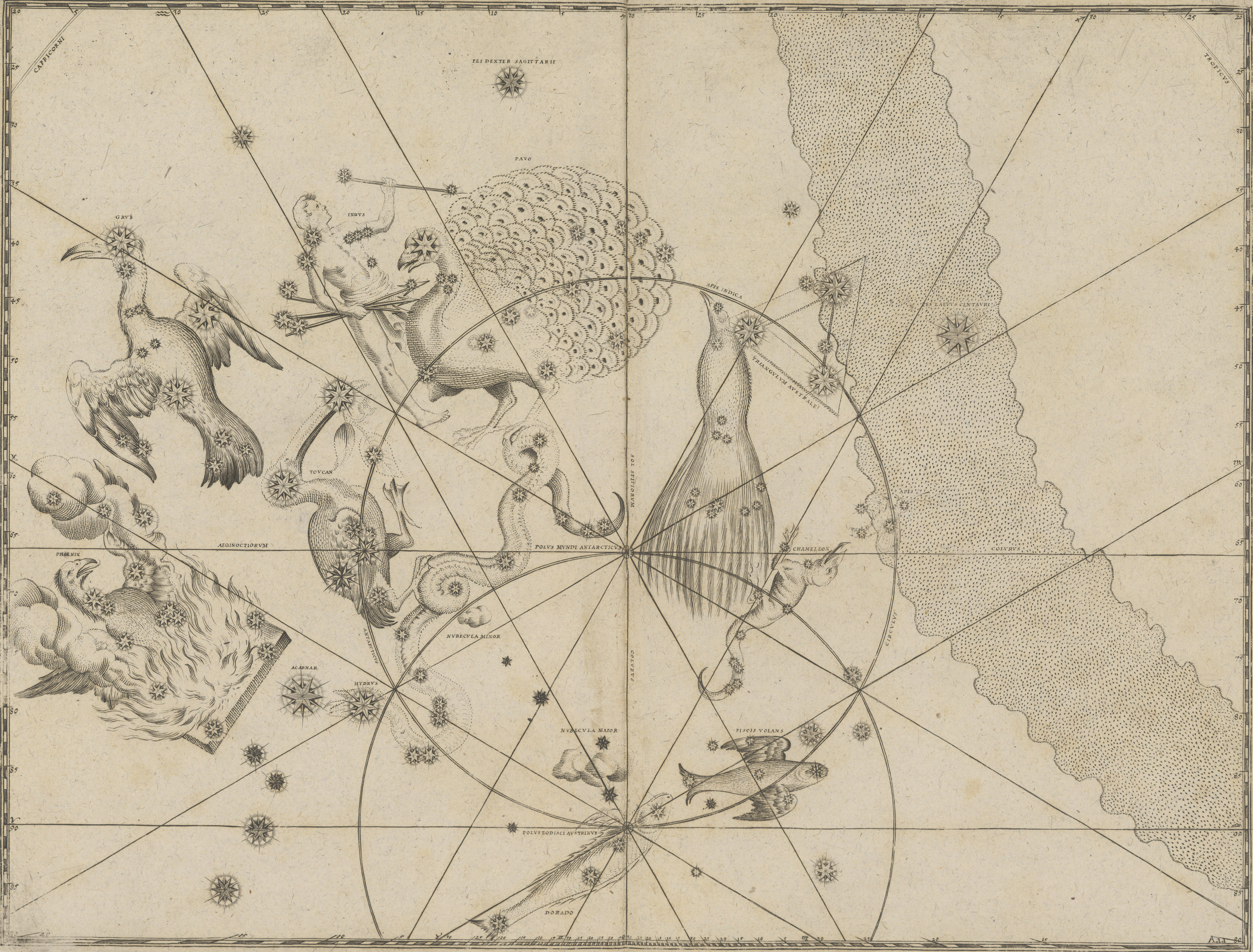
Pagina dell'Uranometria di Johann Bayer; il Pesce Volante è visibile in basso.

Il Pesce Volante è una costellazione di dimensioni molto ridotte situata nel profondo emisfero celeste australe; contiene alcune stelle di terza e quarta magnitudine che comunque rendono discretamente l'idea di un pesce volante. La sua posizione in cielo è giustificata dalla presenza della costellazione della Nave Argo poco più a nord, in particolare della sezione della Carena, dato che intende rappresentare un pesce che nuota nelle vicinanze dello scafo della nave. Sei stelle sono di magnitudini più luminose della magnitudine 5,0, e sono visibili senza eccessive difficoltà in un cielo relativamente buio.
Il periodo più propizio per la sua osservazione nel cielo serale ricade nel mesi compresi fra dicembre e maggio; essendo una costellazione posta a declinazioni fortemente australi, la sua visibilità è quasi del tutto limitata alle sole regioni poste a sud dell'equatore, con la sola eccezione delle aree più meridionali dell'emisfero boreale, in piena fascia tropicale.

### Stelle principali
- β Volantis è una gigante arancione di magnitudine 3,77, distante 108 anni luce.
- γ2 Volantis è una gigante gialla di magnitudine 3,78, distante 142 anni luce.
- ζ Volantis è una gigante arancione di magnitudine 3,93, distante 134 anni luce.
- δ Volantis è una gigante brillante gialla di magnitudine 3,97, distante 660 anni luce.

### Stelle doppie
Fra le stelle doppie, alcune sono particolarmente facili da risolvere grazie alla loro luminosità e alla loro ampia separazione.
- κ1-κ2 Volantis è la più facile; è composta da due stelle di quinta magnitudine separate da oltre 1 primo d'arco, il che le rende risolvibili anche con un binocolo. A breve distanza dalla componente secondaria si trova una terza stella di settima magnitudine.
- ζ Volantis è un'altra coppia relativamente facile da risolvere anche con piccoli strumenti, grazie al fatto che le due componenti, di quarta e nona magnitudine, sono separate da 16"; la primaria è una gigante arancione.

| Principali stelle doppie |                                          |                                          |             |             |                                 |         |
| Nome                     | Coordinate equatoriali all'epoca J2000.0 | Coordinate equatoriali all'epoca J2000.0 | Magnitudine | Magnitudine | Separazione (in secondi d'arco) | Colore  |
| Nome                     | AR                                       | Dec                                      | A           | B           | Separazione (in secondi d'arco) | Colore  |
| γ Volantis               | 07h 08m 45s                              | -70° 29′ 57″                             | 3,78        | 5,68        | 13,6                            | ar + g  |
| ζ Volantis               | 07h 41m 49s                              | -72° 36′ 22″                             | 3,93        | 9,32        | 16,0                            | ar + b  |
| ε Volantis               | 08h 07m 56s                              | -68° 37′ 02″                             | 4,38        | 7,30        | 6,0                             | azz + b |
| κ Volantis AB            | 08h 20m 00s                              | -71° 30′ 30″                             | 5,33        | 5,63        | 65,2                            | b + azz |

### Stelle variabili
Le stelle variabili sono poco numerose e piuttosto deboli; l'unica che supera in luminosità la magnitudine 8,0 è la S Volantis, una Mireide che in fase di massima arriva alla magnitudine 7,7.
| Principali stelle variabili |                                          |                                          |             |             |                  |              |
| Nome                        | Coordinate equatoriali all'epoca J2000.0 | Coordinate equatoriali all'epoca J2000.0 | Magnitudine | Magnitudine | Periodo (giorni) | Tipo         |
| Nome                        | AR                                       | Dec                                      | Max.        | Min.        | Periodo (giorni) | Tipo         |
| S Volantis                  | 07h 29m 46s                              | -73° 22′ 44″                             | 7,7         | 13,9        | 394,8            | Mireide      |
| UU Volantis                 | 08h 16m 00s                              | -68° 28′ 21″                             | 8,5         | 9,9         | 134:             | Semiregolare |

## Oggetti non stellari
Gli unici oggetti non stellari della costellazione sono galassie, in massima parte molto deboli; sono visibili con strumenti amatoriali di media potenza solo una coppia di galassie verso il centro della costellazione.
| Principali oggetti non stellari |                                          |                                          |          |             |                                        |              |
| Nome                            | Coordinate equatoriali all'epoca J2000.0 | Coordinate equatoriali all'epoca J2000.0 | Tipo     | Magnitudine | Dimensioni apparenti (in primi d'arco) | Nome proprio |
| Nome                            | AR                                       | Dec                                      | Tipo     | Magnitudine | Dimensioni apparenti (in primi d'arco) | Nome proprio |
| NGC 2434                        | 07h 34m 52s                              | -69° 17′ 05″                             | Galassia | 11,5        | 2,5 x 2,3                              |              |
| NGC 2442                        | 07h 36m 20s                              | -69° 32′ 31″                             | Galassia | 10,5        | 6,0 x 5,5                              |              |

## Deep Field
- Webb's First Deep Field.

## Sistemi planetari
HD 76700 è una stella simile al Sole con un pianeta simile a Nettuno, posto però su un'orbita estremamente vicina alla stella, ad appena 0,05 UA.
| Sistemi planetari |                                          |                                          |             |                |                              |
| Nome del sistema  | Coordinate equatoriali all'epoca J2000.0 | Coordinate equatoriali all'epoca J2000.0 | Magnitudine | Tipo di stella | Numero di pianeti confermati |
| Nome del sistema  | AR                                       | Dec                                      | Magnitudine | Tipo di stella | Numero di pianeti confermati |
| TOI-715           | 07h 35m 25s                              | -73° 34′ 39″                             | 16,24       | Nana rossa     | 1 (b)                        |
| HD 76700          | 08h 53m 56s                              | -66° 48′ 04″                             | 8,13        | Nana gialla    | 1 (b)                        |